# Menzelinsk

Menselinsk (ruso: Мензелинск; tártaro: Minzälä), localidad tártara de 16.730 habitantes según el censo ruso de 2002 (15.800, según el soviético de 1989). Localizada en el río Menzelya, en la cuenca del Kama, está a 292 km de Kazán. 
Presenta un aeropuerto y fue fundada en 1584 - 1586 obteniendo el título de ciudad en 1781.
- Datos: Q158830
- Multimedia: Menzelinsk / Q158830